# Memecylon tayabense
Memecylon tayabense är en tvåhjärtbladig växtart som beskrevs av Elmer Drew Merrill. Memecylon tayabense ingår i släktet Memecylon och familjen Melastomataceae. Inga underarter finns listade i Catalogue of Life.